# Poșta Moldovei
Poșta Moldovei (en français : Poste de Moldavie) est l’entreprise nationale responsable des services postaux en Moldavie.

## Histoire
L’entreprise est créée au début de l’année 1993 ; auparavant, les postes et les télécommunications étaient gérées par un opérateur commun. Elle dépend à sa création du ministère des technologies de l’information et de la communication, puis du ministère du Développement Économique et de la Digitalisation à partir de 2017.
Des timbres commémoratifs ont été émis pour fêter les dix ans, les vingt ans et les vingt-cinq ans de l’institution.

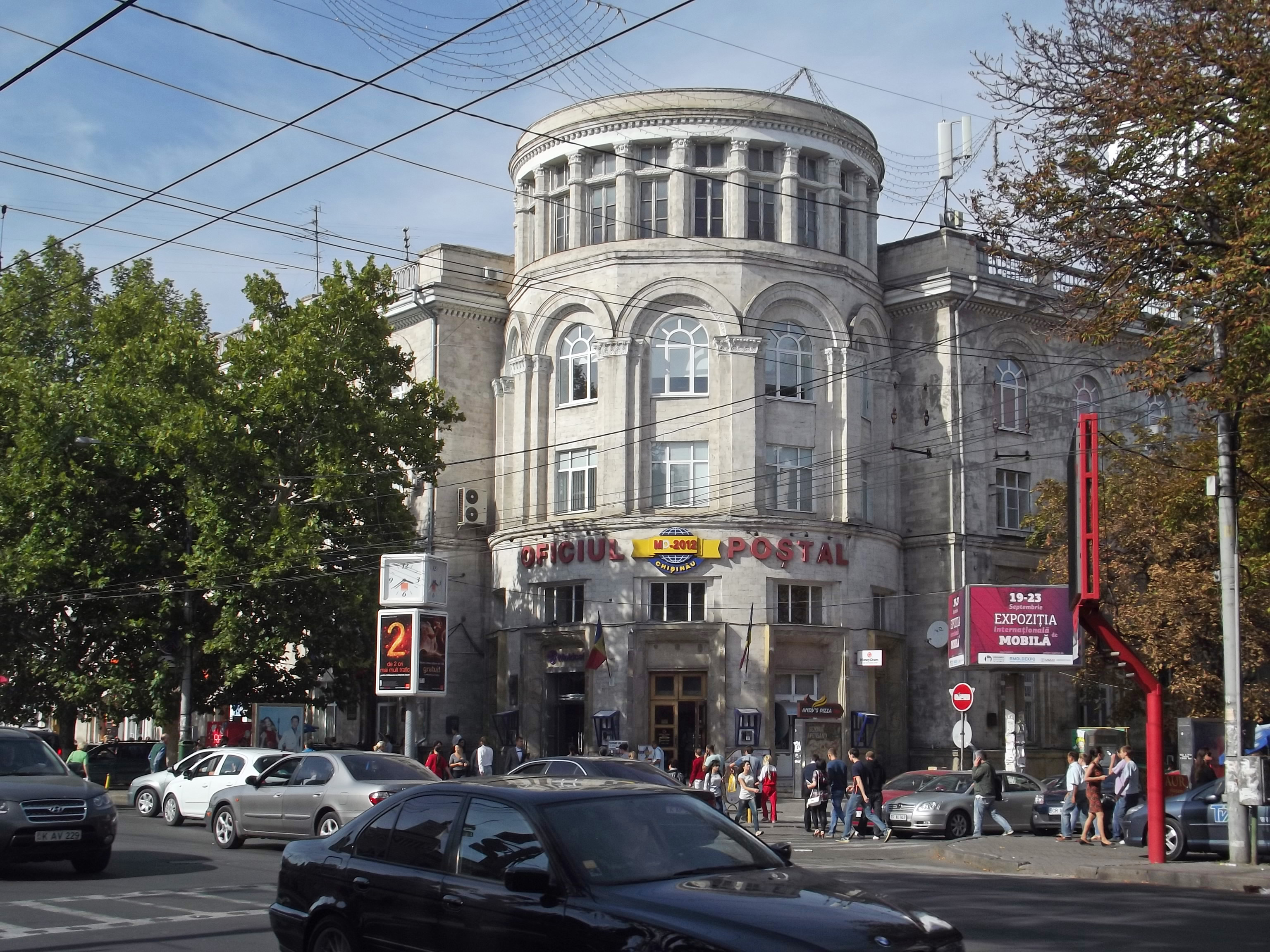
Le siège de la poste de Moldavie à Chișinău, en 2011.

## Situation
Le bureau central est situé à Chișinău, boulevard Ștefan cel Mare. Depuis 2012 se trouve devant le bâtiment le kilomètre zéro de Moldavie, inauguré en présence du ministre Pavel Filip, du maire de Chişinău Dorin Chirtoacă et du directeur général de la poste Ştefan Munteanu,.